# 雅恩莎撒
雅恩莎撒（古諾斯語：Järnsaxa，意即「鐵匕首」）是一位約頓巨人，她是埃吉爾和瀾的女兒，她的姐妹是 Gjolp、Greip、Eistla、Eyrgjafa、Ulfrun、Angeyja、Imth 和 Atla，她們是海浪的化身（參看揚波之女）。她是索爾的配偶，他們生下 Magni。然而，她也很可能和姐妹一同與奧丁發生性關係，後來導致海姆達爾誕生。